# Alena Bartlová
Alena Bartlová (* 26. března 1939 Bratislava) je slovenská historička, která se specializuje na slovenské dějiny první poloviny 20. století.

## Život
V roce 1957 absolvovala Gymnázium na Grösslingovej ulici v Bratislavě. Ve studiu pokračovala na Filozofické fakultě Univerzity Komenského v Bratislavě (obor historie-archivnictví), které dokončila v roce 1962. V letech 1962–2011 pracovala ve Slovenské akademii věd.

## Publikace
- Andrej Hlinka. Bratislava : Obzor, 1991. 116 s.
- Slovenská ľudová strana v dejinách 1905-1945. Martin: Matica slovenská, 2006. 389 s. ISBN 80-7090-827-0. (spoluautorka)
- Túžby, projekty a realita : Slovensko v medzivojnovom období. Bratislava: Historický ústav SAV, 2010. 262 s. ISBN 978-80-89396-06-1.